# Autophila cataphanes
Autophila cataphanes — вид метеликів підродини ведмедиць (Arctiinae) родини еребід (Erebidae).

## Назва
Видова назва cataphanes походить від грецького χαταφανής — «видимий», «ясний»; відноситься до світлої центральної смуги передніх крил.

## Поширення
Вид поширений в Європі, зокрема присутній у фауні України. Підвид barbarica трапляється в Північній Африці.

## Спосіб життя
Личинки вільно живуть на листках. Кормовими рослинами гусениць є дрік (Genista) та улекс (Ulex).

## Підвиди
- A. c. barbarica Boursin, 1940 — Північна Африка
- A. c. cataphanes (Hübner, 1813)
- A. c. corsicosa Schawerda, 1931 — Корсика
- A. c. satanasBoursin, 1940 — Сицилія